# Anthony Ashley-Cooper, tretji grof Shaftesbury
Anthony Ashley Cooper, tretji grof Shaftensbury, angleški državnik, filozof in pisatelj, *26. februar 1671, † 16. februar 1713. Velja za predhodnika angleškega razsvetljenstva, ukvarjal se je pretežno z moralno filozofijo, estetiko in filozofijo religije.

## Življenje
Rodil se je v Londonu očetu Anthonyju Ashleyu-Cooperju, 2. grofu Shaftesburyju in materi lady Dorothy Manners, hčerki 8. grofa Rutlanda. Pri treh letih je bil zaradi očetove bolezni predan v skrbništvo dedku Johnu Mannersu (po materini strani). Slednji je prijateljeval z Johnom Lockom, ki je bil pri njem v službi hišnega zdravnika, prav tako pa mu je prepustil izobrazbo mladega Anthonya. Sicer konzervativne metode učenja, katere je Locke zagovarjal, so bile pri mlademu Ashleyju zelo učinkovite. Menda je že z enajstimi leti tekoče govoril latinsko in grško. Novembra 1683, nekaj mesecev po smrti njegovega dedka, ga je oče poslal na šolanje na Winchesterski kolidž, katerega pa je že leta 1686 zapustil in se podal na obsežno potovanje, ki je kasneje zelo vplivalo na razvoj njegove osebnosti in miselnosti.
Leta 1689 se je vrnil v Anglijo in skoraj pet let živel brez da se bi politično ali pisateljsko udejstvoval. V tem času je bral dela velikih piscev in ter tako poskušal doseči in razumeti stanje njihovega uma. Leta 1695 je postal član Britanskega parlamenta, a je poklic zaradi vedno slabšega zdravstvenega stanja leta 1698 opustil. Iz Londona se je preselil v bližnji Little Chelsea, na svoje novo pridobljeno posestvo, kjer je se je prepuščal branju knjig in slikanju narave. Bolehal je z astmo.
Leta 1710 se je umaknil na Nizozemsko, kjer je spoznal Jeana Leclerca, Pierra Bayla in Benjamina Furlyja. V družbi slednjih se je počutil mnogo bolj prijetno kot v Angliji, kajti teme, ki so ga zanimale (politika, filozofija, morala in religija), so se na Nizozemskem smatrale za manj nevarne, kot kjerkoli drugje na svetu. Po skoraj letu bivanja na Nizozemskem, se je vrnil v Anglijo in nasledil svojega očeta kot novi grof Shaftesbury. Ponovno se je začel politično udejstvovati. V tem obdobju je na svoji posesti postavil tudi ti. Filozofov stolp, v katerem naj bil opravil večino premišljevanja in napisal skoraj vsa svoja dela (od tu tudi ime).
Angleški kralj Vilijem III., ki je občudoval njegova politična pisma, mu je ponudil službo kraljevega tajnika (Secretary of State). Shaftesbury je službo sprejel, vendar mu je delo ovirala napredujoča bolezen. Ko je na prestol prišla kraljica Ana, ga je zaradi političnih nesoglasij odstavila s pridobljenega položaja in mu tako onemogočila kakršnokoli nadaljnje napredovanje.
Leta 1703 se je za nekaj časa ponovno vrnil na Nizozemsko, ki jo je smatral za najbolj tolerantno. Kasneje je ob vrnitvi v Anglijo bolezen še bolj napredovala in počasi je postajal invaliden. Od takrat naprej se je vedno bolj posvečal pisanju.
Leta 1709 se je poročil s hčerko nekega nižjega plemiča. To je storil predvsem zaradi prigovarjanja njegovih prijateljev in stanovskih kolegov naj si zagotovi naslednika. Dve leti kasneje je bil rojen edini sin in s tem naslednik, nasploh pa je Shaftesbury dal malo na družinsko življenje.
Zaradi njegovega vedno slabšega zdravstvenega stanja, se je julija 1711 preselil v toplejše kraje in sicer Italijo. Stanoval je v Neaplju, kjer je veliko pisal, predvsem pa popravljal svoje že izdano delo Karakteristike (Characteristics of Men, Manners, Opinions, Times), zaradi ponatisa, ki pa se je na žalost zgodil šele leta 1713, nekaj časa po njegovi smrti.
Na koncu svojega življenja je zelo nasprotoval sprejetju Utrechtskega miru, a je umrl približno en mesec pred njegovim sprejetjem in sicer 4. februarja 1713. Njegovo truplo so prepeljali nazaj v Anglijo.

## Filozofija
Shaftesburyjev filozofski pomen je predvsem v njegovih etničnih razmišljanjih, v katerih je bil njegov primaren motiv ovržba Hobbesove egoistične in pesimistične doktrine. Z metodo empirične psihologije je najprej preučil človeka kot samostojno enoto in nato še njegove širše povezave z večjimi enotami družbe in človeštvom. Njegovo glavno načelo harmonije ali ravnovesja, je temeljilo na splošni podlagi dobrega okusa ali občutja, v nasprotju z metodo razuma:
- Človek kot posameznik je primarno kompleks apetitov, strasti, simpatij, ki jih bolj ali manj popolno nadzira um. Pri moralnem človeku so ti elementi v ravnovesju. Če se ena od strasti preveč in za predolgo razširi, lahko pride do uničenja in nesreče.

- Kot socialno bitje je človek del višje harmonije in da bi doprinesel k skupni sreči, mora urediti svoje dejavnosti tako, da niso v nasprotju z okolico. Šele ko nadzira svoja notranja in socialna razmerja na podlagi tega ideala, se lahko šteje za moralnega človeka. Oboji, egoisti in altruisti, so nepopolni. V visoki perfekciji človeštva bosta oba impulza popolno prilagojena.

Zato, po kriteriju harmonije, Shaftesbury izpodbija Hobbesa in sklepa, da je nepogrešljiva vrlina človeškosti morala. Začrtal je ozko vzporednico med moralo in estetičnim kriterijem. Kot je mogoče dojemati lepoto v umetnosti, tako jo je možno tudi v etiki, ki določa vrednost dejanj. To zmožnost opisuje kot moralni občutek ali vest. Ta je v bistvu primarno čustvena. V procesu razvoja pa postaja racionalizirana z učenjem in uporabo. Čustvenih in racionalnih elementov v moralnem smislu Shaftesbury ni popolnoma analiziral.
Iz tega principa naslednje ugotovitve:
- da je razlikovanje med dobrim in slabim del človeške narave,

- da so moralni standardi ločeni od teologije in moralne kvalitete dejanj so neodvisne od volje Boga,

- da je največji test dejanja njegov namen promovirati splošno harmonijo in dobrobiti,

- da se apetit in razum strinjata v določitvi dejanj in

- da zna moralen človek rešiti probleme na podlagi svobodne volje in odločenosti.

Etika je torej zgrajena na nauku o afektih. Shaftesbury je razlikoval tri skupine strasti: naravne, nenaravne in sebične. V skladu s človekovo naravo, si je prizadeval za uravnoteženo življenje in blaginjo človeštva. Srečnost naj bi po njegovem temeljila prav na harmoniji manifestacij življenja.
Dobro je rad povezoval z lepim. Shaftesburyjeva estetska temeljna ubranost je odprla posebne probleme umetnosti. Napisal je veliko misli o slikarstvu in pesništvu, ki poudarjajo samostojnost zmožnosti okusa nasproti čutnim mikom. Poveličeval je "resničnega pesnika" in "resničnega oblikovalca" kot "drugega stvarnika"("Umetnik označuje meje strasti, pozna njene resnične napetosti in pota"). Prvi je uporabil izraz "čut" za izkušnjo kot vrednoto. Z njim je naznačeval neposrednost in zanesljivost vsega, kar izražata naša zavest in naš okus. Njegov notranji čut je bil kot Leibnizova simpatija: magična vez, s katero je bilo dobro hoteči duši usojeno skladno ujemanje z božansko harmonijo. 
Shaftesburyjeva filozofska dejavnosti je bila omejena na etiko, religijo in estetiko, kjer je eden od prvih pisateljev, ki je doprinesel ugled konceptu sublimnega kot estetski kvaliteti. Za metafiziko in psihologijo, razen kolikor se tiče osnovne etike, očitno ni imel posluha. Logiko je preziral in jo imel zgolj v duhu tistega časa za pikolovski juristični instrument. Glavni predmet moralistov je predlagati sistem naravne teologije in dokazati, v kolikor se to tiče naravne religije, poti Boga do človeka. Člankov o Shaftesburyjevem religioznem prepričanju je bilo malo, bili so enostavni, hkrati pa opremljeni s prepričanjem, ki je že mejilo na entuziazem. Na kratko bi jih vsebinsko lahko povzeli: v vero v enega Boga, katerega glavna značilnost je univerzalna dobrota; v moralnem vladanju vesolja; in v prihodnjem stanju človeka, ki se oddolžuje za nepopolnosti in popravlja neenakost zdajšnjega življenja. Shaftesbury je odločen optimist, a odlomek v Moralistu bi nas lahko vodil do domneve, da je kljub njegovi veri v Boga, priznaval tudi delovanje zla in nepopolnost.
Vpliv Shaftesburyjevih del je bil pomemben tako doma kot v tujini. Njegov etični sistem se je razvijal v bolj natančno in filozofsko obliko. Zaradi svoje svobodomiselnosti je bil pomemben, prepričljiv in spoštovan. Njegove Karakteristike je cenil tudi Leibniz. Francoski razsvetljenec Denis Diderot je kot svoje prvo delo prevedel njegova Razmišljanja o vrlini (Inquiry concerning Virtue). Prevod je skupaj s svojimi razmišljanji objavil pod naslovom Essai sur le Mérite et la Vertu leta 1745. Leta 1769 je bil v Genovi objavljen francoski prevod vseh Shaftesburyjevih del, vključno z njegovimi pismi. Prevod različnih razprav v nemški jezik se je začel leta 1738 in med letoma 1776 in 1779 se je pojavil dokončan nemški prevod Karakteristik. Nemški literarni zgodovinar Hermann Hetnney omenja, da je Shaftesbury vplival na Leibniza, Voltaira, Diderota, Lessing, Mendelssohna, Wielanda in Herder.

### Religiozno prepričanje
Tako kot njegov učitelj John Locke, je tudi Sheftesbury rad iskal in podpiral mlade talente in jim omogočal študij predvsem pri izbiri poklica duhovnika v Anglikanski cerkvi. Splošno prepričanje je, da je bil Shaftesbury kot pisatelj sovražno nastrojen proti religiji, a je iz njegovih pisem razvidno, da je bil precej veren človek, čeprav se ni strogo držal tedanjih religioznih standardov. Vera v vsevednega, pravičnega in milostljivega Boga, ki vlada svetu, prežema vsa njegova dela, njegovo korespondenco in njegovo življenje. Prav tako ni želel ogroziti uveljavljenih prepričanj, razen kadar se mu je zdelo, da so slednja v nasprotju z religijo in moralo.
Javnim uredbam cerkve se je vestno prilagajal, a v večini ni pristajal na konservativne pridige tistega časa, ki so poleg njega, od vere odvračale še marsikaterega njegovega sodobnika. Slednja prepričanja o krščanstvu so v Shaftesburyju zagotovo vzbudile odpor in prezir do nekaterih krščanskih doktrin in se je iz njih, z določenim namenom, pogosto tudi norčeval.
Sheftesburyjev značaj in mnogi njegovi cilji so izredno zanimivi, predvsem glede na to, da je pripadal plemiškemu stanu. V mnogih ozirih spominja na stoičnega filozofa in rimskega cesarja Marka Avrelija, katerega je tekom življenja zavzeto preučeval in čigar vpliv se kaže v mnogih njegovih delih.

### Slog pisanja
Shaftesbury je obnovil platonsko dialoško obliko z bolj dramatično živostjo in se poskusil tudi v pisemskem stilu: ničesar sistematičnega ali učnega, temveč refleksije, ki se prelivajo v poetičnem in retoričnem slogu. Shaftesbury je vložil veliko truda v izpopolnjevanje svojega sloga. Uspelo mu je doseči jasen pomen in preglednost pisanja. Njegove misli so vedno jasne. Kljub jasnim sporočilom mu to ni uspelo pri eleganci izražanja. Zanimiva izumetničenost je kljub njegovemu trudu bralcu največkrat nadležna. Vendar v veliki želji, da bi bil prepoznan in uglajen, pogosto izpade nadležen in je komaj kaj bolj privlačen estet in virtuoz, vendar se ga lahko bere in je razumljiv. V enajsti izdaji Enciklopedije Britannice, napisani v zgodnjem 20. stoletju, je navedeno, da so njegova dela dosegla široko priljubljenost v 18. stoletju.

## Dela
Najpomembnejša dela:
- Razmišljanja o vrlini (An Inquiry Concerning Virtue or Merit, 1699);
- Opombe k pridigam Benjamina Whichcota (Preface to the Sermons of Dr. Whichcote, 1698);
- Razprava o entuziazmu namenjena baronu Somersu (Concerning Enthusiasm to Lord Somers, 1708);
- O zdravem razumu (Sensus Communis, an Essay on the Freedom of Wit and Humour, 1709);
- Pikro o moralistih (The Moralists, a Philosophical Rhapsody, 1709);
- Nasveti avtorju (Soliloquy, or Advice to an Author, 1709);
- Karakteristike (Characteristics of Men, Manners, Opinions, Times, 1711);
- O Heraklejevih izbirah (A Notion of the Historical Draught or Tablature of the Judgment of Hercules according to Prodicus, 1713).

Poleg teh pa še:
- 14 pisem Sheftesburyja Molesworthu, ki jih je uredil John Toland leta 1721;
- nekaj pisem Benjaminu Furlyu, njegovim sinovom in njegovemu tajniku Harryu Wilkinsonu, ki so bila vključena v Original Letters of Locke, Sidney and Shaftesbury, ki jo je leta 1830 objavil T. Forster in pozneje v razširjeni obliki leta 1847;
- tri pisma, napisana Sttingerju, lordu Oxforda in lordu Godolphina, ki so bila prvič obljavljena v General Dictionary;
- pismo Le Clercu, v svojih spominih na Lockeja, prvič objavljeno v Notes and Queries, 8. februarja 1851.

Pisma mlademu možu (The Letters to a Young Man at the University)  namenjena študentu Michaelu Ainsworthu, ki mu je omogočil študij, so bila izdana leta 1716. Pismo O nastanku sveta (The Letter on Design) je bilo prvič izdano skupaj s Karakteristikami leta 1732. Poleg objavljene literature obstaja še nekaj zapiskov, pisem in osnutkov v Shartesburyjevih dokumentih v Record Officu.
V slovenščino je zaenkrat preveden le en članek Prijateljstvo in človekoljubje, ki je izšel v Novi reviji.